# Rede Integrada de Transporte

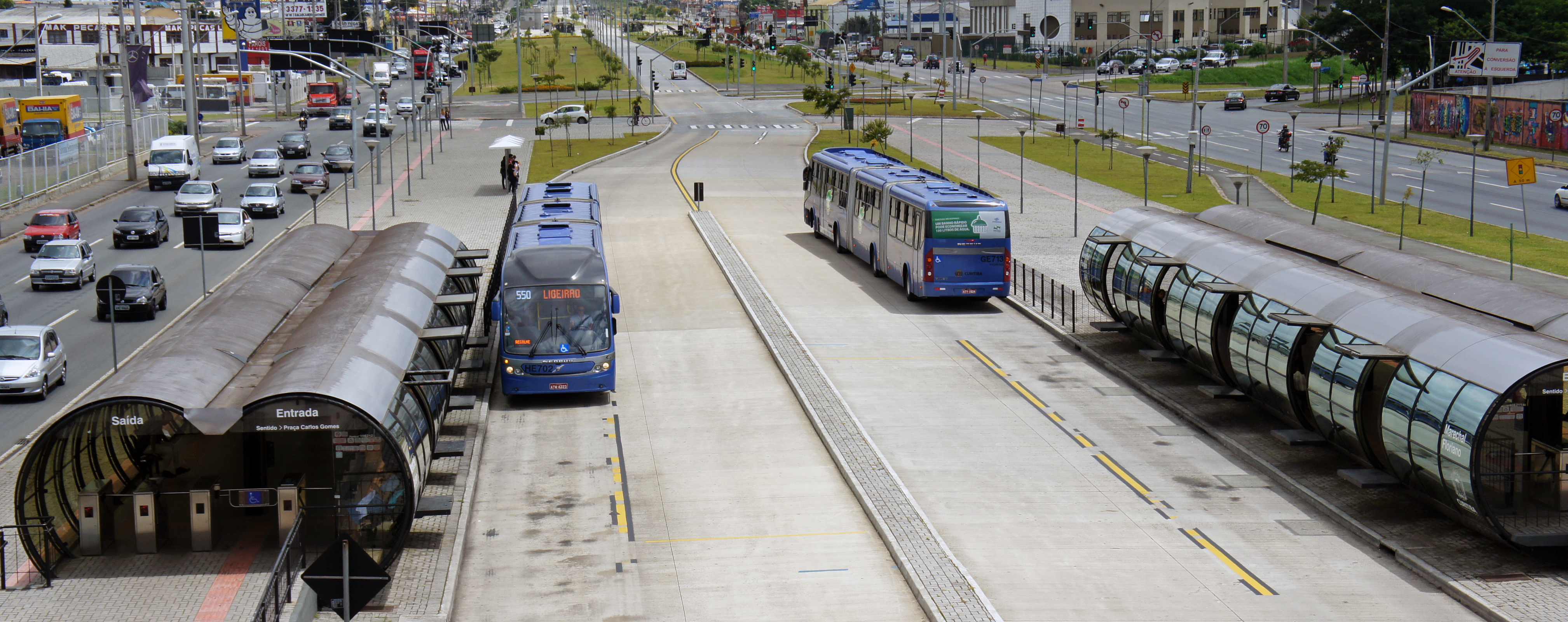
Fermata della Linea BRT verde di Curitiba

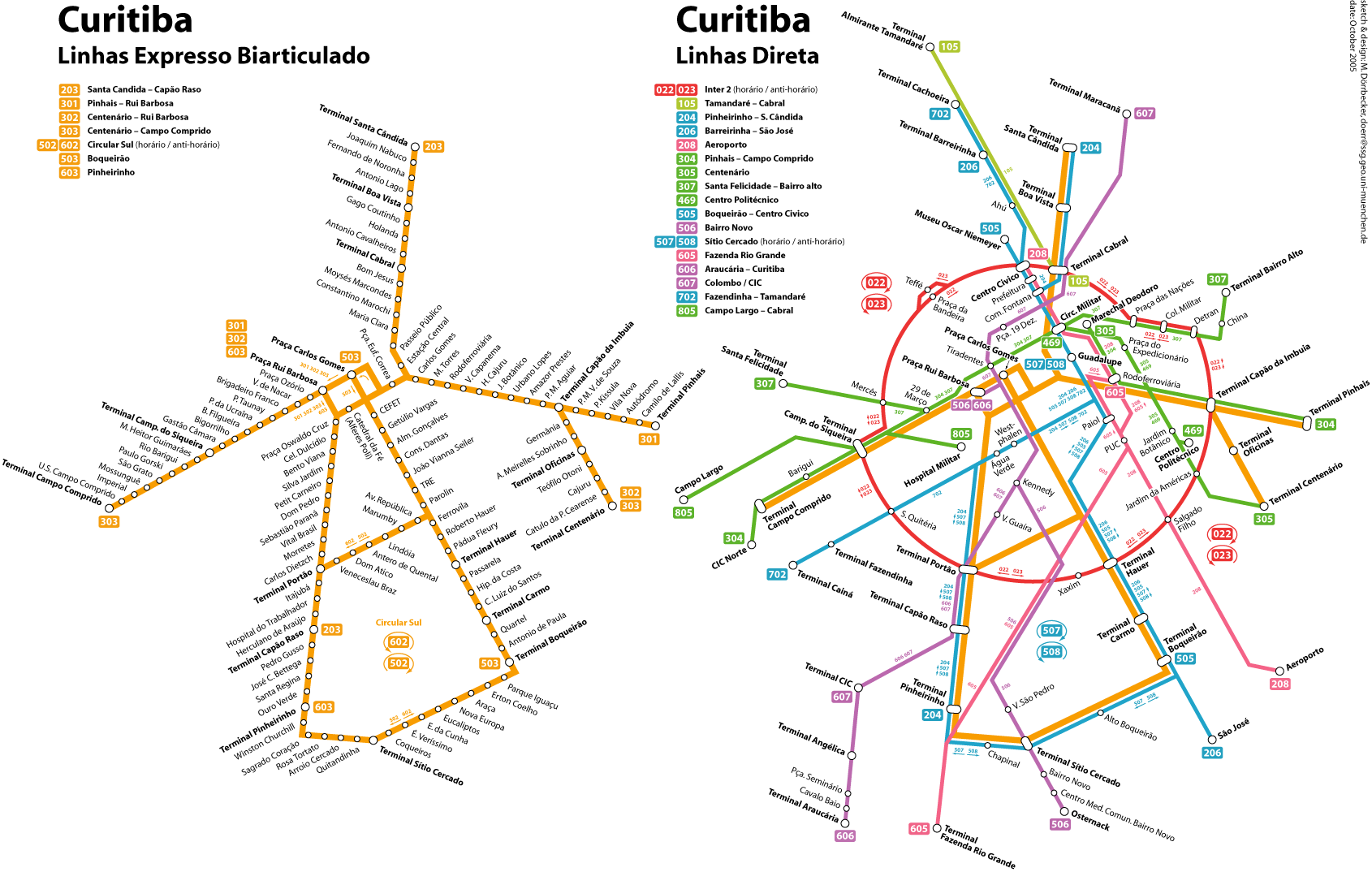
Mappa dei trasporti di Curitiba

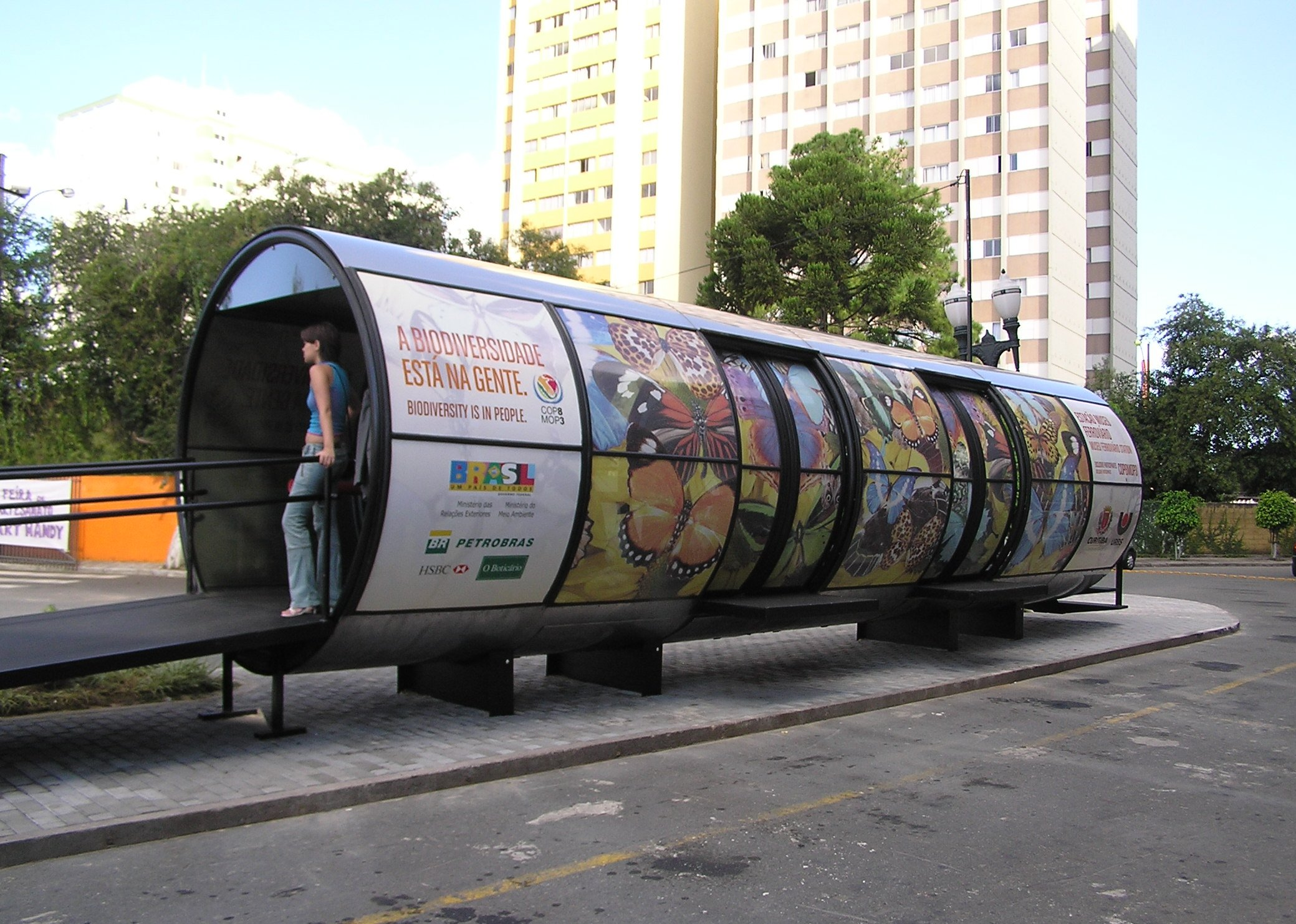
Fermata dell'autobus in città

Rede Integrada de Transporte (conosciuta anche come RIT, pronunciata localmente ˈʁedj ĩteˈɡɾadɐ dɪ tɾɐ̃sˈpɔɾtɪ, portoghese per Rete di trasporti integrata) è il sistema di Bus Rapid Transit (BRT) di Curitiba, in Brasile, implementato nel 1974. 
Fu il primo di questo tipo di sistema ad essere implementato e una componente di uno dei primi esempi di maggior successo di Transit-oriented development (sviluppo transito-orientato) ovvero un'area ad uso misto progettata per massimizzare l'utilizzo del trasporto pubblico.
Curitiba ha un sistema di trasporto integrato e ben pianificato, che include corsie riservate sulle strade principali per il sistema Bus Rapid Transit. I bussono lunghi, con 157 biarticolati (divisi in 3 sezioni) e 29 articolati e le fermate hanno determinate stazioni a forma di tubo elevate per consentire il pagamento anticipato della tariffa e l'imbarco a livello di piattaforma, completo di accesso per disabili.
Il sistema è, usato dall'85% dei cittadini di Curitiba (2.3 milioni di passeggerie al giorno, è stata fonte di ispirazione per il TransMilenio a Bogotà in Colombia, il TransJakarta a Giacarta in Indonesia, la Metrovia a Guayaquil in Ecuador e anche l'Emerald Express (EmX) di Eugene, in Oregon e la Linea Arancio di Los Angeles, in California, lo Strip and Downtown Express a Las Vegas e e per il futuro sistema di trasporti a Panama, capitale di Panama, il sistema Transmetro a Città del Guatemala, in Guatemala, il Metrobús di Città del Messico e Buenos Aires, Argentina, and for the city of Bangalore.